# Anouk Vergé-Dépré
Anouk Vergé-Dépré (* 11. Februar 1992 in Bern) ist eine Schweizer Beachvolleyball- und ehemalige Volleyballspielerin. Mit Joana Heidrich wurde sie 2020 Europameisterin und gewann 2021 für die Schweiz die Bronzemedaille bei den Olympischen Spielen in Tokio. 2017 gründete sie mit der Holländerin Madelein Meppelink die Internationale Beachvolleyball Players Association (IBVPA).

## Persönliches
Vergé-Dépré wuchs in Bern zusammen mit ihrer sechs Jahre jüngeren Schwester Zoé auf und hat die Schweizer und französische Nationalität. Ihr Vater stammt aus Guadeloupe und ihre Mutter aus dem Berner Oberland. Seit dem Abschluss des Gymnasiums Kirchenfeld studiert Anouk Vergé-Dépré Kommunikationswissenschaft, Medienforschung und Betriebswirtschaft an der Universität Fribourg.

## Sportliche Karriere
Vergé-Dépré begann bereits im Alter von zehn Jahren mit dem Volleyball Sport. Sie wurde von ihrem Vater Jean-Charles Vergé-Dépré und ihrer Mutter Sandra Bratschi, die beide in der höchsten Schweizer Liga spielten, animiert und gefördert. Die Indoor Volleyball Junioren Zeit verbrachte Vergé-Dépré beim Schulsport Köniz und später VBC Köniz. Unter anderem prägten sie in den Anfängen der Trainer Bernhard Steiner und die russische Trainerin Olga Schkurnowa. Sie entwickelte sich auch im Indoor Juniorinnen Nationalteam unter der Leitung von Florian Steingruber weiter.
Mit Volley Köniz, bei dem auch ihr Vater als Trainer arbeitete, schaffte sie 2010 den Aufstieg in die erste Liga. Anschliessend wechselte die Aussenangreiferin zu National Liga A Verein Sm’Aesch Pfeffingen. Mit diesem Verein wurde sie 2010 Schweizer Vizemeisterin und Supercup-Finalistin. Ein Jahr später wurde sie als Youngster of the Year 2011 mit dem Swiss Volley Award ausgezeichnet.
Parallel dazu gewann sie im Sommer als Beachvolleyballerin insgesamt dreimal die Schweizer Meisterschaft der U15 und U18 mit Kim Spring und Joana Heidrich. 2009 erreichte sie mit Joana Winter den fünften Rang bei der U19-Weltmeisterschaft in Alanya. 2010 wurde sie Schweizer Meisterin der Kategorie U21. Vergé-Dépré sprang mit 18 Jahren für die verletzte Sarah Schmocker bei der Elite Schweizermeisterschaft ein und gewann mit Isabelle Forrer bereits ihre erste Medaille auf Elite Niveau (Bronze).
Ab 2011 bildete Vergé-Dépré ein Beachvolleyball-Duo mit Isabelle Forrer und wechselte vom Hallenvolleyball endgültig in den Sand. Das neu formierte Duo machte ihre ersten internationalen Erfahrungen und spielte ab 2012 regelmässig in der Qualifikation auf der FIVB World Tour. 2012 gewannen sie das Masters-Turnier in Baden. Bei der EM in Scheveningen kamen sie als Gruppendritte in K.-o.-Phase und mussten sich im Achtelfinal die Tschechinnen Háječková/Klapalová geschlagen geben, womit sie das Turnier auf dem neunten Platz beendeten. Ebenfalls Neunte wurden sie bei den Grand Slams in Berlin und Klagenfurt sowie beim Masters in Warna.
Mit Nina Betschart wurde Vergé-Depré 2012 in Halifax U21-Weltmeisterin. In Bern setzte sie sich mit Forrer im Endspiel der Schweizer Meisterschaft gegen Heidrich/Kayser durch und gewann erstmals den Titel. In die internationale Saison 2013 starteten Forrer/Vergé-Dépré mit einem neunten Platz beim Satellite-Turnier in Antalya. Bei den Weltmeisterschaften in Stare Jabłonki gelangten sie als Gruppendritte in die Hauptrunde und verloren dort das erste Spiel gegen die späteren Viertplatzierten Ross/Pavlik aus den USA. Dann spielten sie die EM in Klagenfurt, wo sie als Gruppendritte in die K.-o.-Phase gingen. Dort gelangen ihnen zwei weitere Siege, bevor sie im Viertelfinal den späteren Finalistinnen Liliana/Baquerizo unterlagen und das Turnier als Fünfte abschlossen.
2013 wurde Vergé-Dépré in Warna mit Betschart U22-Europameisterin. Im Oktober wurde sie mit Forrer beim Grand Slam in São PauloFünfte. Bei der Schweizer Meisterschaft erreichten Forrer/Vergé-Dépré den zweiten Platz.
2014 gewannen sie ihre Vorrundengruppe bei der EM in Quartu Sant’Elena, verloren aber den Achtelfinal gegen die Deutschen Bieneck/Großner und wurden somit Neunte. Beim CEV-Masters in Biel/Bienne kamen sie bis in den Final. Wenige Tage später erreichten sie auch wieder das Endspiel der Schweizer Meisterschaft, das sie gegen Heidrich/Zumkehr verloren. Eine weitere Finalteilnahme gab es für die Schweizer Vizemeisterinnen beim Satellite-Turnier in Stuttgart.
2015 hatte das Duo Forrer/Vergé-Dépré einen schwachen Saisonstart, bevor sie Fünfte des Grand Slam in Sankt Petersburg wurden. In der Vorrunde der WM in den Niederlanden gewannen sie gegen Heidrich/Zumkehr und setzten sich als Gruppenzweite vor ihren nationalen Konkurrentinnen durch. In der ersten Hauptrunde schieden sie dann gegen die Australierinnen Bawden/Clancy aus. Erfolgreicher waren sie bei der EM in Klagenfurt. Dort kamen sie als Vorrundenzweite bis in den Achtelfinal gegen die neuen Europameisterinnen Laura Ludwig und Kira Walkenhorst. Eine Woche nach der EM erreichten Forrer/Vergé-Dépré zum zweiten Mal in Folge das Endspiel des Masters-Turniers in Biel/Bienne. Ausserdem gab es zwei neunte Plätze bei den Grand Slams in Long Beach und Olsztyn. In Bern gewannen sie mit einem Sieg gegen Goricanec/Hüberli ihren zweiten gemeinsamen Titel bei der Schweizermeisterschaft. Die erste internationale Medaille auf der World Tour holte sich das Duo am Sochi Open mit Silber. Darauf folgte die Bronze-Medaille am FIVB Open in Sochi.
Zu Beginn der Saison 2016 spielten Forrer/Vergé-Dépré drei Turniere in Brasilien und wurden Vierte des Grand Slam in Rio sowie Neunte der Maceió und Vitória Open. Danach gewannen sie das Endspiel der Xiamen Open gegen die Österreicherinnen Stefanie Schwaiger und Barbara Hansel und feierten damit ihren ersten Turniersieg auf der World Tour. In Biel/Bienne erreichten sie bei der Europameisterschaft als Gruppenzweite die erste KO-Runde, die sie gegen Eiholzer/Gerson gewannen. Im Achtelfinal unterlagen sie dem deutschen Duo Borger/Büthe im Tiebreak.
Als bestes Schweizer Team in der Olympiarangliste qualifizierten sie sich für die Olympischen Spiele in Rio de Janeiro. Dort unterlagen sie in der Vorrunde dem US-Duo Walsh/Ross erst im Tiebreak und kamen als Gruppendritte in den Achtelfinal, in dem sie sich den späteren Olympiasiegerinnen Ludwig/Walkenhorst geschlagen geben mussten. Beim FIVB Saisonfinale in Toronto gewannen Forrer/Vergé-Dépré das Spiel um Platz drei gegen das brasilianische Duo Larissa/Talita mit 2:0.
Seit 2017 spielte Vergé-Dépré mit Joana Heidrich, deren ehemalige Partnerin Nadine Zumkehr wie auch Isabelle Forrer Ende 2016 den Rücktritt gab. Diese neue Konstellation erforderte für Vergé-Dépré einen Wechsel von Block auf Defense. Da die beiden Spielerinnen in der Vergangenheit rechts gespielt hatten, wechselte Vergé-Dépré auf die linke Seite. Automatismen mussten neu erlernt werden. Heidrich/Vergé-Dépré hatte eine erfolgreiche erste Saison, gewann Silber beim FIVB 4-Sterneturnier in Holland und erreichte mehrere Male hintereinander den Viertelfinal auf den 5-Sterne-Turnieren der Beach Major Series. Heidrich/Vergé-Dépré spielte sich an der WM in Wien in den Achtelfinal, wo sie gegen das brasilianische Tandem Larissa/Talita das Nachsehen hatten. Am Ende der Saison erspielte sich Heidrich/Vergé-Dépré am World Tour Finale einen fünften Rang und gewann den Schweizermeistertitel gegen Betschart/Hüberli. Die beste Schweizer Platzierung auf der Weltrangliste erreichen Heidrich/Vergé-Dépré mit #7.
2018 gewann Heidrich/Vergé-Dépré beim 4-Sterneturnier in Itapema Silber. Das Team musste die Saison jedoch nach der ersten Hälfte wegen eines Bandscheibenvorfalls von Joana Heidrich beenden. Nach dem Turnier in Gstaad unterzog sich Joana Heidrich einem operationellen Eingriff. Vergé-Dépré spannte kurzfristig für die bevorstehende Europameisterschaft mit ihrer jüngeren Schwester Zoé Vergé-Dépré zusammen, wo sie den Achtelfinal erreichten und gegen die späteren Europameisterinnen Meppelink/Keizer ausschieden. Um keine FIVB Entry Punkte zu verlieren, beendete auch Vergé-Dépré ihre Saison auf der World Tour. Wenig später reiste sie nach Amerika, um dort als Interim Partnerin mit der dreifachen Olympiasiegerin Kerri Walsh Jennings zu trainieren und ein Turnier der Serie P1440 zu bestreiten.
Zwar starteten Heidrich/Vergé-Dépré 2019 mit einem Top 10 Resultat in die Saison, fanden aber lange nicht den Rhythmus. Erst kurz vor der Weltmeisterschaft in Hamburg fand das Duo zurück zu regelmässigen Achtelfinal-Resultaten. In Hamburg gewann Heidrich/Vergé-Dépré die Gruppe und rückte in den Achtelfinal vor. Dort behielt aber das australische Duo Clancy/Artacho del Solar im dritten Satz die Oberhand. Bei der Europameisterschaft in Moskau stiess Heidrich/Vergé-Dépré bis in den Halbfinal vor und beendete das Turnier auf dem 4. Rang. Die Woche danach gelang dem Duo den grossen Coup, sie gewannen das 4-Sterneturnier gegen das brasilianische Duo Talita/Lima und feierten somit ihren ersten World-Tour-Sieg in der neuen Konstellation. An der Schweizermeisterschaft in Bern hatte Heidrich/Vergé-Dépré im Final gegen Betschart/Hüberli im dritten Satz das Nachsehen. Bei den Rom Beach Finals beendete das Tandem die Saison auf dem 4. Rang nach einem spannenden Spiel gegen Ana Patricia/Rebecca aus Brasilien. Heidrich/Vergé-Dépré befand sich nach der Saison 2019 auf Rang 12 des Olympia Rankings und Platz 11 des World Rankings.
Im Juli 2020 gewannen Heidrich/Vergé-Dépré in Düsseldorf das erste Turnier der deutschen Comdirect Beach Tour 2020. Bei der Beachvolleyball-Europameisterschaft im September in Jūrmala gewannen die Schweizerinnen im Endspiel mit 2:1 gegen das deutsche Duo Kim Behrens und Cinja Tillmann.
Bei den Olympischen Spielen in Tokio 2021 gewannen Heidrich/Vergé-Dépré die Bronzemedaille. Das Duo setzte sich gegen die Lettinnen Graudiņa/Kravčenoka in zwei Sätzen durch. Mit der Deutschen Laura Ludwig gewann Vergé-Dépré im August das internationale King of the Court Turnier in Hamburg. Beim FIVB-Saisonfinale in Cagliari wurden Heidrich/Vergé-Dépré Siebte. Auf der neugeschaffenen World Beach Pro Tour 2022 hatten sie ausnahmslos Top-Ten-Ergebnisse. Bei der Weltmeisterschaft 2022 in Rom verletzte sich Heidrich im Spiel um Platz drei gegen das deutsche Duo Müller/Tillmann so schwer an der Schulter, sodass die beiden Schweizerinnen nach dem Spielabbruch auf dem vierten Platz landeten und die Blockspielerin auch nicht an der Europameisterschaft in München teilnehmen konnte. Mit Menia Bentele erreichte Vergé-Dépré den Viertelfinal.
Seit April 2023 startet Vergé-Dépré wieder mit der genesenen Heidrich, die neu unter ihrem Namen nach Heirat Joana Mäder auftritt, auf der World Beach Pro Tour. Bei der Europameisterschaft in Wien erreichten Vergé-Dépré/Mäder das Spiel um Platz drei, welches sie gegen die Deutschen Laura Ludwig und Louisa Lippmann verloren. Bei der Weltmeisterschaft in Tlaxcala erreichten sie mit einem Gruppensieg die Hauptrunde, in der sie gegen die Italienerinnen Marta Menegatti und Valentina Gottardi ausschieden. Anschliessend gewannen Vergé-Dépré/Mäder das Challenge-Turnier in Goa. Ein weiterer Finaleinzug gelang ihnen erst in der folgenden Saison, als sie beim gleichwertigen Event in Xiamen in der Runde der letzten acht zunächst Laura Ludwig und Louisa Lippmann aus dem Wettbewerb warfen und anschließend Daniela Álvarez / Tania Moreno besiegten. Die Goldmedaille mussten die Schweizerinnen jedoch dem zweiten deutschen Duo Karla Borger und Sandra Ittllinger überlassen. Nach verpasster Olympiaqualifikation zogen Anouk Vergé-Dépré und Joana Mäder in Wien zum ersten Mal überhaupt in ein Endspiel eines Elite16 ein, unterlagen jedoch Cinja Tillmann und Svenja Müller.
Im August 2024 gaben beide bekannt, nach Ende der laufenden Saison getrennt voneinander weiterspielen zu wollen.
Im September 2024 wurde bekannt, dass Anouk Vergé-Dépré künftig mit ihrer Schwester Zoé zusammenspielen werde.

## Internationale Beachvolleyball Spieler Association
Weil das Preisgeld zurückging und die World Tour Struktur nach den Olympischen Spielen von 2016 vom internationalen Verband (FIVB) verändert wurde, gründete Vergé-Dépré 2017 zusammen mit der holländischen Nationalspielerin Madelein Meppelink die Internationale Beachvolleyball Players Association (IBVPA). Diese setzt sich für die Rechte der Spieler ein und auch dafür, dass Beachvolleyball Profis besser vom Sport leben können.